# Evdokyia Zavalyi
Evdokyia Nykolaevna Zavalyi, en ucraniano: Євдокія Миколаївна Завалій,  (1924-2010), fue una militar soviética.
Evdokyia Zavalyi fue la única mujer que llegó al grado de comandante en un pelotón de Infantería de Marina durante la Gran Guerra Patria (Segunda Guerra Mundial), fue Coronel de la Guardia. Era conocida por "Dusia" entre sus allegados. Los nazis la apodaron como “Frau Muerte Negra”. Fue galardonada con 4 órdenes militares y casi 40 condecoraciones.
El pelotón de infantería de marina, formado por 500 soldados, a mando de Evdokyia Zavalyi recibió el apelativo de “Los guardias de Duska” por parte los componentes de otras unidades. Su pelotón estuvo constantemente al frente de la brigada de combate, encabezando todas las ofensivas de los infantes de marina siendo enviados a zonas especialmente difíciles. Los alemanes la bautizaron con el apelativo de  “Frau Muerte Negra” y a sus soldados “comisarios negros”.

## Biografía
Evdokyia Zavalyi nació el 28 de mayo de 1924 en la ciudad de Novi Bug perteneciente al Óblast de Mykolaiv en las Tierras Bajas de la cuenca del Mar Negro en la entonces República Socialista Soviética de Ucrania. Poco después de cumplir 17 años de edad Alemania lanza la Operación Barbarroja de invasión de la URSS, iniciando la Gran Guerra Patria, el frente del este de la Segunda Guerra Mundial. Evdokyia Zavalyi intentó varias veces alistarse al ejército Rojo pero fue rechazada por minoría de edad.

### En la Gran Guerra Patria
Trabajó en una granja colectiva hasta que el 25 de julio e 1941 los alemanes atacan Novyi Buh  La ciudad es bombardeada y ametrallada por la Luftwaffe y el ejército soviético inicia la retirada de la posición. Evdokyia Zavalyi acude en auxilio de los heridos de las unidades del ejército Rojo que se retira bajo las bombas y pide a los responsables que la lleven como enfermera quedando integrada en el 96.º Regimiento de Caballería, dentro de la 5.ª División del 2.º Cuerpo de Caballería.
El 13 de agosto de 1941 las tropas nazis cercan en Novyi Buh que es defendida por la 169.ª División de Infantería del 18.º ejército, tras su retirada,  los alemanes la ocupan el 14 de agosto de 1941. Cuando las tropas soviéticas cruzaban el río Dnieper en la región de Khórtisia, Evdokyia cae herida, una herida profunda en el estómago, y es hospitalizada en el Hospital Kurhannaia de Kuban, donde recibió su primera condecoración, la Orden de la Estrella Roja, por salvar la vida del comandante de un batallón aerotransportado bajo ataque aéreo enemigo en la estación de tren de Kurhannaia.
Una vez recuperada es enviada al regimiento de reserva. Es llamada a incorporarse de nuevo al frente, lo hacen como si fuera un varón ya que estaba registrada como "Sargento Mayor Zavali Evdok"  (así es como acortaron su nombre en el hospital), así que el oficial de la Marina asumió que era un hombre con el nombre de “Evdokim”. Zavali nunca lo corrigió, y media hora más tarde ya se dirigía al Cáucaso Norte para luchar como soldado de la infantería de marina, y es destinada a la 6.ª Brigada de la Armada Soviética con el nombre de Edvokym Zavalyi Nikolaevych, error que ella no corrigió. Mantuvo el error durante 8 meses.  Después de capturar a un oficial alemán cerca de Mozdok, fue enviada al departamento de inteligencia, donde pronto se convirtió en comandante.
En agosto de 1942, mientras luchaba cerca de Goriachi Kliuch, su unidad es aislada por la subida de caudal del río Psékups mientras siguen enfrentándose con el enemigo manteniendo por seis días su posición hasta que se quedan sin municiones. Evdokyia Zavalyi se ofrece voluntaria para cruzar el río y conseguir municiones y comida. Para ello, una noche cruza, atada a un cable, el río hasta la orilla donde estaba asentado el enemigo y recoge balas y granadas de los cadáveres de los alemanes caídos en los enfrentamientos. Tras llevar los pertrechos a la posición, vuelve vestida con uniforme alemán y espera el paso de un convoy de camiones, que iba precedido de uno de tanques, al que ataca con una ametralladora apoyada por fuego de sus compañeros apostados en la orilla opuesta consiguiendo provisiones y huyendo a nado esquivando el fuego de mortero y ametralladora de los alemanes que la habían descubierto logrando regresar sana y salva al otro lado del río.
A finales de 1942 y principios de 1943 participó en batallas para bloquear una cabeza de puente enemiga en Kuban cerca de la aldea de Krymskaya, por la que pasaban la línea principal de ferrocarril y las carreteras a Taman y Novorossiisk, que los alemanes habían convertido en un poderoso centro de defensa. En una de las batallas, el comandante de la compañía cayó muerto y, al ver la confusión de los combatientes, Zavalyi tomó la iniciativa y lideró el ataque. En esta batalla resultó gravemente herida y en el hospital se reveló que era una mujer.
Teniendo en cuenta los méritos militares, el 18 de febrero de 1943, Evdokia Zavaliy fue enviada a un curso de seis meses para tenientes subalternos del 56 ° ejército independiente de Primorsky en la aldea recién liberada de Severskaya, después de lo cual, en octubre de 1943, con el rango de teniente subalterno fue enviada a la 83.ª brigada de fusileros navales comandante de pelotón de una compañía separada de ametralladoras. En 1943 se hace miembro del Komsomol.
Al mando de su pelotón Evdokyia Zavalyi participó activamente en la liberación de Sebastopol; en el desembarco, en el otoño de 1943, en la península de Kerch durante la operación Kerch-Eltigen, la mayor realizada en la contienda; en la toma de la estratégica colina de Sapun-Gora (una colina con forma de cresta ubicada al sureste de Sebastopol) en la que voló un búnker enemigo con su guarnición y un puesto de ametralladora, asalto las trincheras enemigas matando a 10 soldados alemanes y destruyendo una ametralladora pesada y dos puestos de mortero, por esta acción recibió la Orden de la Guerra Patriótica de 1.er grado.  Participó en las batallas por Balaklava, Pan de Azúcar (Saharna head en ucraniano, pequeña aldea del municipio de Balaklavaen el distrito de Balaklava de la ciudad de Sebastopol) y Kerch;  cruzó el estuario del Dniéster en agosto de 1944 donde fue herida y casi muere, participó en la liberación de Besarabia, luchó por la liberación de Taman, Tuapse y Novorossiysk, participó en los desembarcos de Constanta en Rumania, Varna y Burgas en Bulgaria y en Yugoslavia.
Durante la ofensiva de Budapest, Evdokia Zavaliy y su pelotón tomaron el búnker del mando alemán, pasando a través de las alcantarillas de la ciudad con caretas de oxígeno. Entre los prisioneros que hicieron se hallaba un general que se sintió ofendido por haber sido vencido por una mujer, pero tras conocerla le regaló su pistola Walther. Por este episodio recibió la Orden de la Bandera Roja .
Con su pelotón, bloqueó el camino para la retirada de los tanques alemanes destruyendo 7 carros de combate.
Evdokyia Zavalyi obtuvo la Orden de la Bandera Roja por repeler durante 4 días a los enemigos destruyendo material bélico y matando a más de 50 soldados alemanes. Recibió la Orden de la Estrella Roja por su actuación el 27 de marzo de 1943 en la batalla de Krymskaya, donde mató a 2 soldados alemanes y capturo a otros tres. El 4 de diciembre de 1943, al mando de su pelotón, tomó la cota 71.3 de la región de Kerch en Crimea, matando a 9 soldados enemigos. También recibió la medalla de "Por la defensa del Cáucaso".

### Tras la contienda
Al finalizar la guerra fue a estudiar a una escuela militar pero las secuelas, 4 heridas y 2 conmociones cerebrales, no se lo permitieron. En 1947 fue desmovilizada y fue a vivir a Kiev.

Después de la guerra, fui al ataque durante mucho tiempo por la noche. Gritó para que los vecinos se asustaran. Y la abuela oró y le dijo a su madre: "¡Es un espíritu inmundo que sale de ella"! Probablemente gracias a sus oraciones, todavía vivo, aunque fue enterrada tres veces.

En Kiev, conoció al que sería esposo y se casó. Tuvo 2 hijos, 4 nietos y 4 bisnietos. Trabajó regentando una tienda de comestibles. Mantuvo una gran actividad, especialmente en su relación con la juventud. recorriendo muchas ciudades y visitando muchas unidades militares, barcos y submarinos donde narraba su experiencia en la guerra con su pelotón de marines. Participó en las celebraciones del Día de la Victoria de 2006 y el 65 aniversario de la liberación Sebastopol y en ese otoño visitó Azerbaiyán con una delegación de veteranos ucranianos. En 2009 mantuvo más de 130 reuniones con diversos públicos en Ucrania, Rusia, Azerbaiyán y Moldavia. En 1985 fue condecorada con la Orden de la Guerra Patria en segundo grado.
Murió el 5 de mayo de 2010, con 85 años de edad, en Kiev y fue enterrada con honores militares en el cementerio de Baikove de la capital ucraniana. Fue la última superviviente de su pelotón de ametralladoras de la 83.ª Brigada de Infantería de Marina del Ejército Rojo.

## Condecoraciones y reconocimientos
Por sus méritos Evdokyia Zavalyi fue condecorada con 4 órdenes militares y con cerca de 40 medallas, entre las que están las siguientes:
Condecoraciones soviéticas
- Orden de la Revolución de Octubre
- Orden de la Bandera Roja
- Orden de la Estrella Roja
- Orden de la Guerra Patria de 1.er y 2.º grado
- Medalla por la Defensa de Sebastopol
- Medalla por la Conquista de Budapest
- Medalla por la Conquista de Viena
- Medalla por la liberación de Belgrado

Condecoraciones ucranianas
- Orden de Bogdán Jmelnitski en 3.er grado.
- Orden de la Fortuna Dorada en 3.er grado.

Fue miembro del Consejo de Veteranos de Ucrania.
Evdokyia Zavalyi ha sido nombrada ciudadana honoraria de ocho ciudades, incluidas Belgorod-Dnestrovsky, Burgas a, Varna y Novi Bug.

## Publicaciones
- E. N. Zavaliy. Comandante de los marineros // Coraje, coraje y ... amor. Colección.  "PALEIA", 1997.

## Filmografía
- "Evdokim y Evdokia" de la directora directora M. Egorova realizada en 2007 - d / f del estudio de televisión Flota del Mar Negro, laureada de la III Festival Internacional de Televisión "Ganamos Juntos" en la nominación "La guerra no tiene rostro de mujer", IV Festival Internacional de Cine de Artes de la Pantalla "Kinotur", diploma "A la Heroína del Destino Inusual" del Festival del Mar de Kiev "Gente y Barcos", Ganadora del premio en la nominación “Memoria del Corazón” en el VII Festival Internacional de Cine “The Sea Calls!” en abril de 2010.